# Desmacidon anceps
Desmacidon anceps är en svampdjursart som beskrevs av Schmidt 1874. Desmacidon anceps ingår i släktet Desmacidon och familjen Desmacididae. Inga underarter finns listade i Catalogue of Life.